# Buque de asalto anfibio

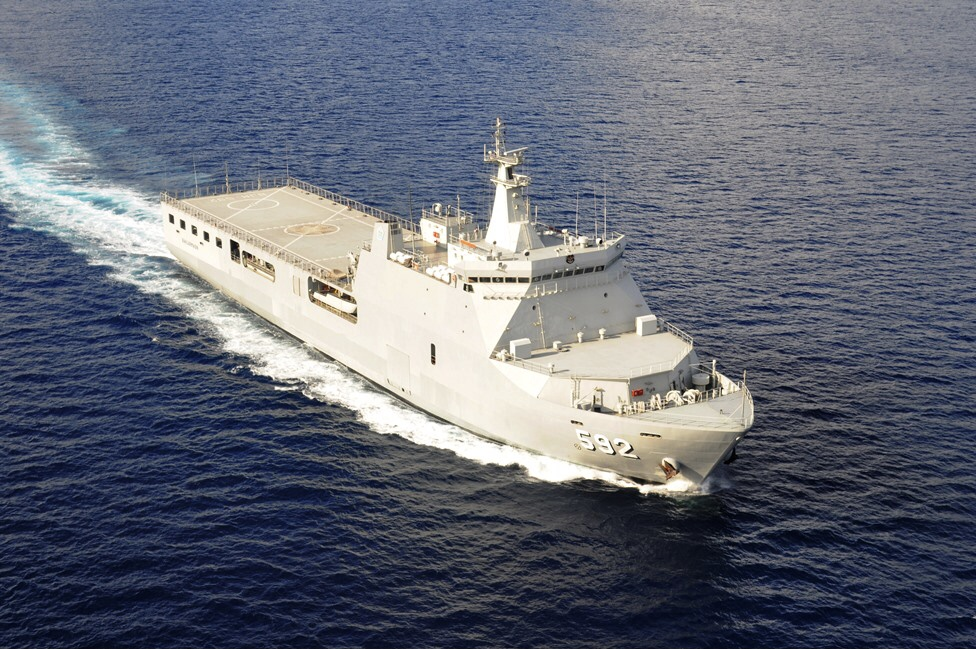
Clase Makassar

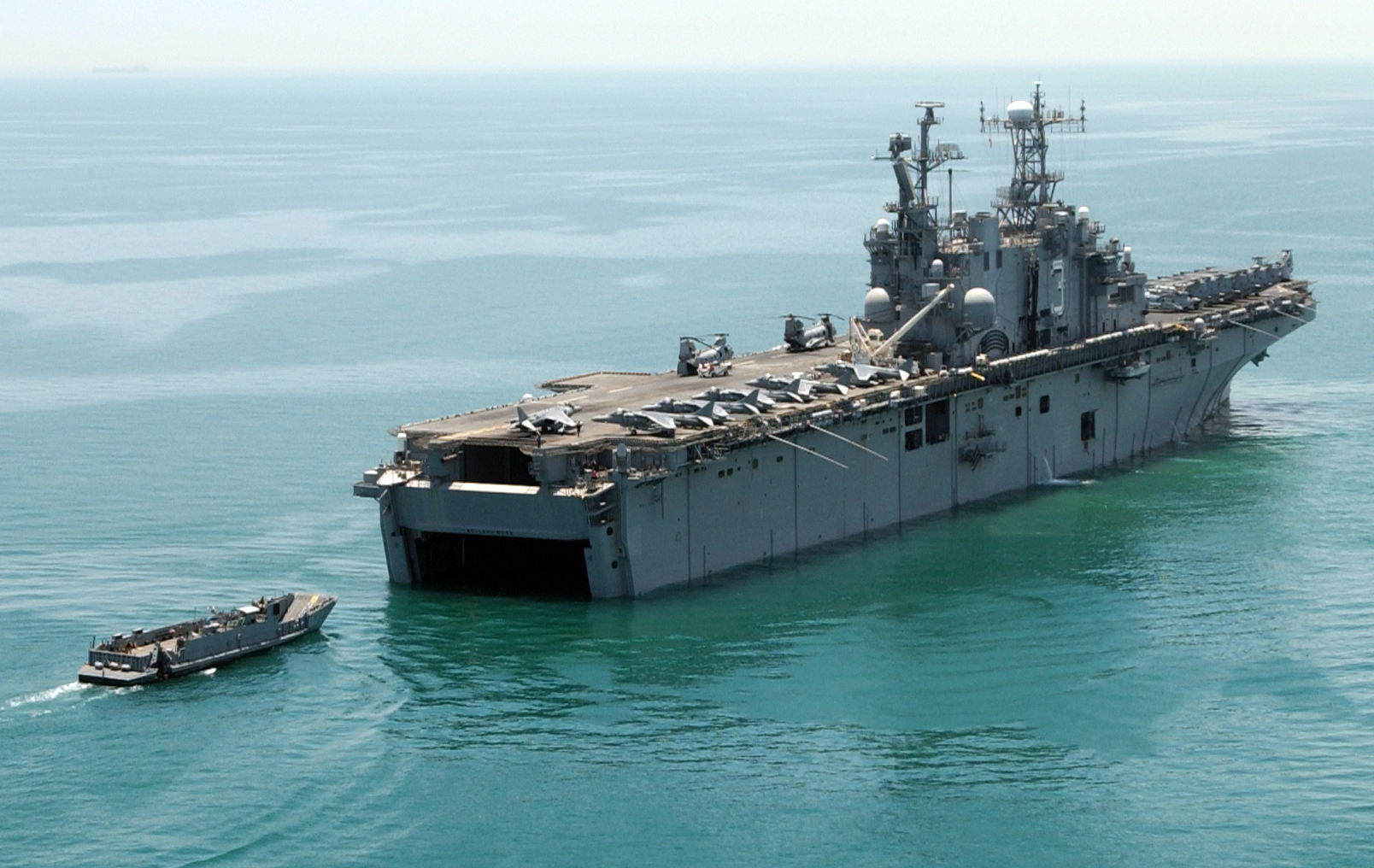
Buque de asalto anfibio estadounidense USS Belleau Wood LHA-3 de Clase Tarawa. Se puede observar una lancha de desembarco dirigiéndose a la entrada de dique inundable en la popa, además de la cubierta de vuelo con helicópteros y aviones V/STOL, año 2004.

Un buque de asalto anfibio o buque anfibio es un buque de guerra capaz de transportar tropas de infantería con su material, incluido el más pesado, a cualquier lugar y poderlos desembarcar aún sin existir muelle ni puerto practicable para realizar un asalto anfibio. El diseño original evolucionó a partir de portaaviones reconvertidos para su uso como portahelicópteros y, como resultado, a menudo a estos se los confunde con portaaviones. Los buques modernos tienen capacidad para albergar lanchas de desembarco anfibias, y la mayoría de los diseños incluyen un dique inundable. Algunos también admiten aeronaves V/STOL de ala fija.
El papel del buque de asalto anfibio es diferente al de un portaaviones. Sus instalaciones e instrumentación para operaciones aéreas tienen la función principal de albergar helicópteros para apoyar a las fuerzas en tierra en lugar de apoyar a los aviones de ataque. Algunos diseños pueden operar en el rol de control marítimo, teniendo en dotación aeronaves Harrier o F-35B para patrullas aéreas de combate y helicópteros para guerra antisubmarina u operando como una base segura para grandes números de aparatos STOVL realizando apoyo aéreo para una unidad expedicionaria en tierra. La mayoría de estos barcos también pueden transportar o apoyar embarcaciones de desembarco, como lanchas de desembarco acolchadas por aire (aerodeslizadores) o LCU.
La flota más grande de este tipo es operada por la Armada de los Estados Unidos, incluida la clase Wasp que data de 1989 y los barcos de la clase America, muy similares que entraron en servicio en 2014. Los barcos de asalto anfibio también son operados por la Marina Real Australiana, Armada de China Popular, Armada de Egipto, Armada de Francia, Armada de Italia, Marina de Brasil, Armada de la República de Corea (Corea del Sur) y la Armada de España.
El término buque de asalto anfibio a menudo se usa indistintamente con otras clasificaciones de buques. Se aplica a todos los barcos anfibios de cubierta grande, como el buque con muelle de transporte anfibio (LPD), el buque con plataforma para asalto de helicópteros (LHA) y el buque con plataforma de aterrizaje de helicóptero y dique inundable (LHD).
Para informarse de los buques de asalto anfibios que están operativos, en construcción, hundidos o retirados ir al Anexo:Buques de asalto anfibio por países.

## Tipos

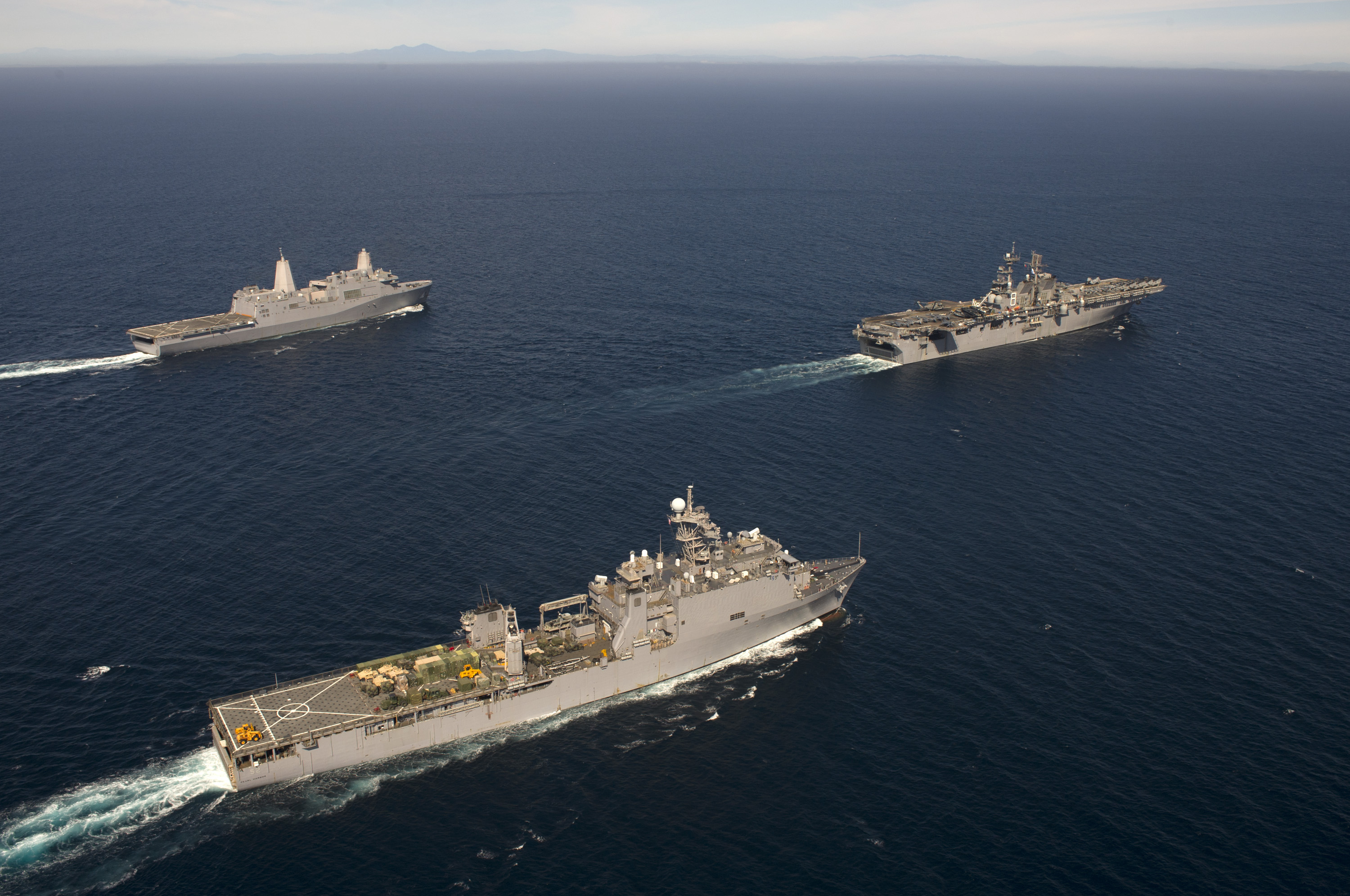
Tres barcos de guerra anfibios de EE. UU.: arriba a la izquierda un muelle de plataforma de desembarco (LPD), abajo a la izquierda un muelle de desembarco (LSD), y a la derecha un muelle de aterrizaje para helicópteros (LHD).

LHA = Landing Helicopter Assault (Buque de cubierta corrida para asalto mediante helicópteros)

LHD = Landing Helicopter Dock (idéntico al anterior, pero dotado de dique inundable)

LPD = Landing Platform Dock (Plataforma de apontaje a popa para 2 o 3 helicópteros y dique inundable)

LPH =  Landing Platform Helicopter (similar al LHA, pero de menor tamaño)

LSD = Landing Ship Dock (buque similar al LPD de menor tamaño, helicóptero auxiliar)

LSH = Landing Ship Heavy (buque de desembarco pesado)

LSL = Landing Ship Logistics (buque de desembarco logístico)

LST = Landing Ship Tank (Buque de desembarco de carros de combate)

LCAC = Landing Craft Air Cushion (Aerodeslizador)

## Características
Son buques de grandes dimensiones, generalmente por encima de las 10 000 tm de desplazamiento a plena carga, y más de 100 metros de eslora, lo que los suele convertir en algunos de los barcos más grandes de cualquier flota.  La clase wasp es capaz de transportar 30 helicópteros, hasta 8 harriers stovl y más de 2.000 marinos.
Su capacidad de carga varía de unos modelos a otros; pero generalmente es de varios helicópteros que suelen pertenecer a la dotación permanente del buque, cientos de soldados embarcados y maquinaria pesada como carros de combate o los vehículos de combate blindados de la fuerza anfibia.
Para desembarcarlos pueden utilizar la grúa o grúas de que disponen en el puente, los helicópteros, lanchas de desembarco o el dique inundable (los buques que disponen de él), que suele estar situado en la parte trasera para poderse inundar y permitir salir los vehículos anfibios que transporta.
Algunos de los buques más grandes, como los que opera la Infantería de Marina de los Estados Unidos o el Buque de Proyección Estratégica de la Armada Española, pueden operar también aeronaves de despegue corto y aterrizaje vertical, como el Harrier o el Lockheed Martin F-35 Lightning II en su variante V/STOL.

## Misiones

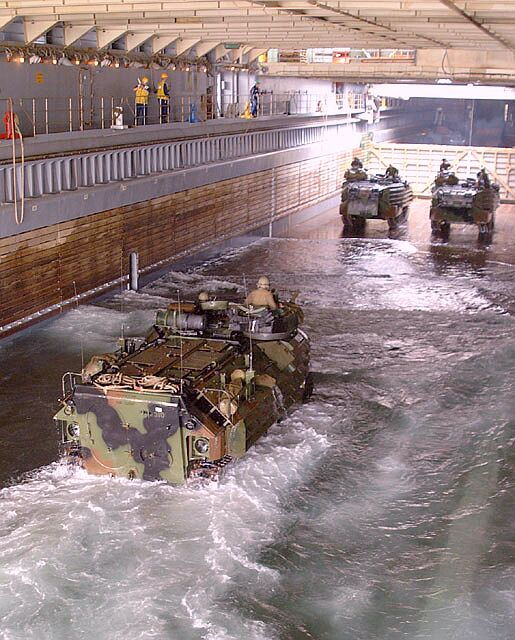
Dique inundable de un buque anfibio. Su interior es tan amplio que puede albergar cualquier tipo de vehículo militar.

Por su tamaño y polivalencia los anfibios realizan una gran variedad de misiones. Entre ellas:
- Desembarco y reembarco de tropas para conquistas de cabezas de playa, invasiones o rescate de unidades en dificultades.
- Incursiones al interior empleando sus helicópteros.
- Cobertura aérea de las operaciones anfibias (los que disponen de aviación naval embarcada).
- Buque hospital al acomodarse sus dependencias para atender heridos.
- Asistencia en situaciones de catástrofe. Por su gran capacidad pueden transportar equipos para reconstruir puentes, acondicionar caminos y carreteras, preparar campamentos improvisados, etc.

Estos buques pueden ser presa fácil de ataques con misiles, torpedos o minas debido a sus grandes proporciones, por lo que las armadas que cuentan con sus servicios suelen disponer de los medios para protegerlos (fragatas, cazaminas...), que no solo están disponibles, sino que muchas veces los acompañan en las misiones ordinarias o extraordinarias. De esta forma, estos grupos (también llamados a veces Task Force) se constituyen en pequeñas flotas y colocan a cualquier armada que cuente con ellos entre las más potentes del mundo, no solo por el buque, sino por la escolta que lo acompaña. De este modo, ejércitos de una magnitud y presupuesto considerable, como el chino, suponen una pequeña amenaza, pero amenaza al fin de al cabo, para las islas vecinas, como Taiwán, por lo reducido de su fuerza anfibia.
La construcción de los buques anfibios y la consiguiente fuerza terrestre que transportan suele ser el último paso que puede dar un ejército en su capacidad de proyectar su fuerza allí donde sea preciso (los barcos anfibios de la Infantería de Marina de Estados Unidos pueden llegar por sí mismos a las 3/4 partes del globo sin repostar y sin fondear en ningún lugar.

## Problemas y debilidades

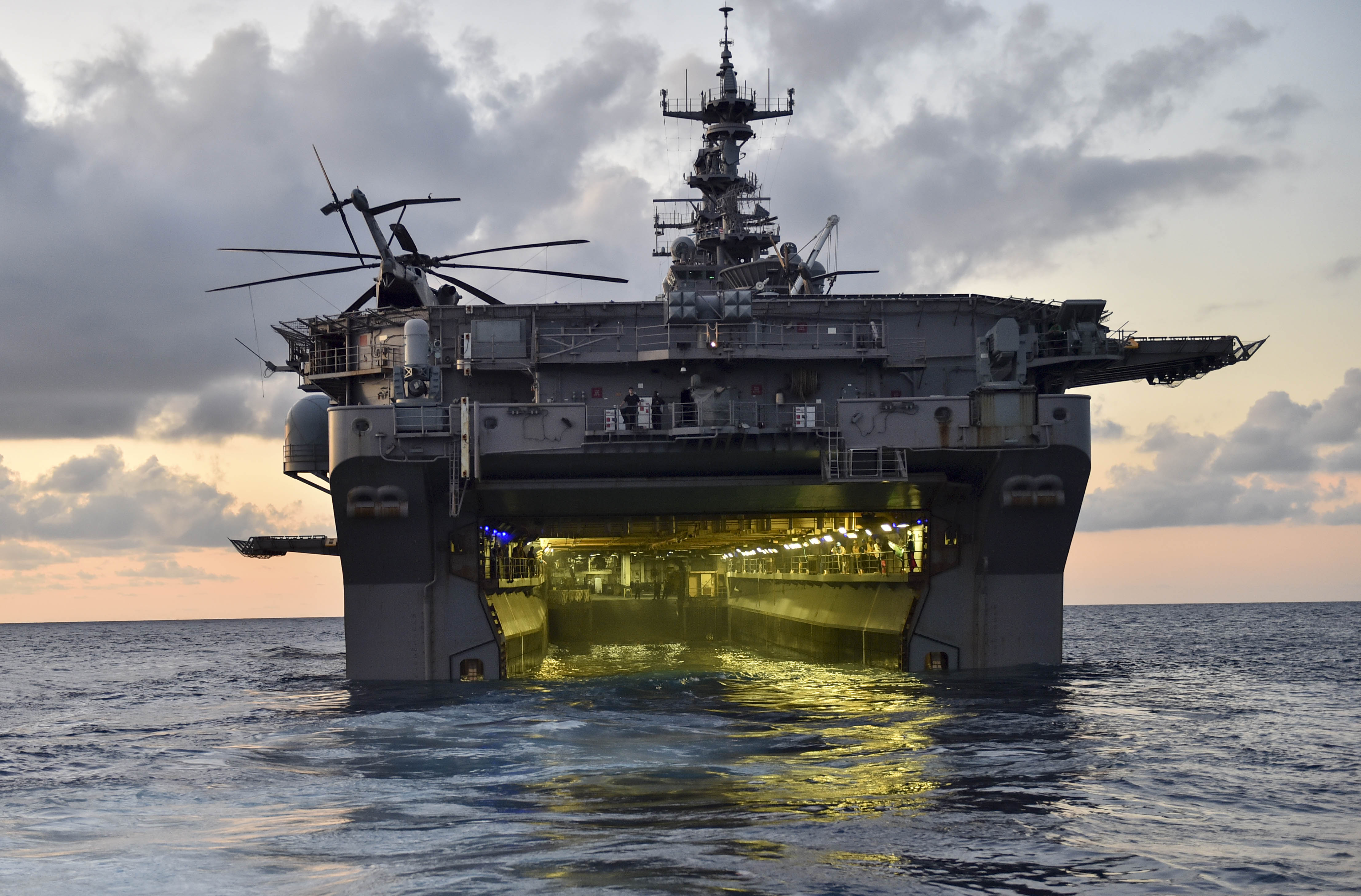
Dique inundable del USS Iwo Jima (LHD-7) visto desde una lancha de desembarco, año 2017.

No obstante, una máquina de semejante porte acarrea muchos problemas a las armadas donde sirven. Entre ellos puede citarse.

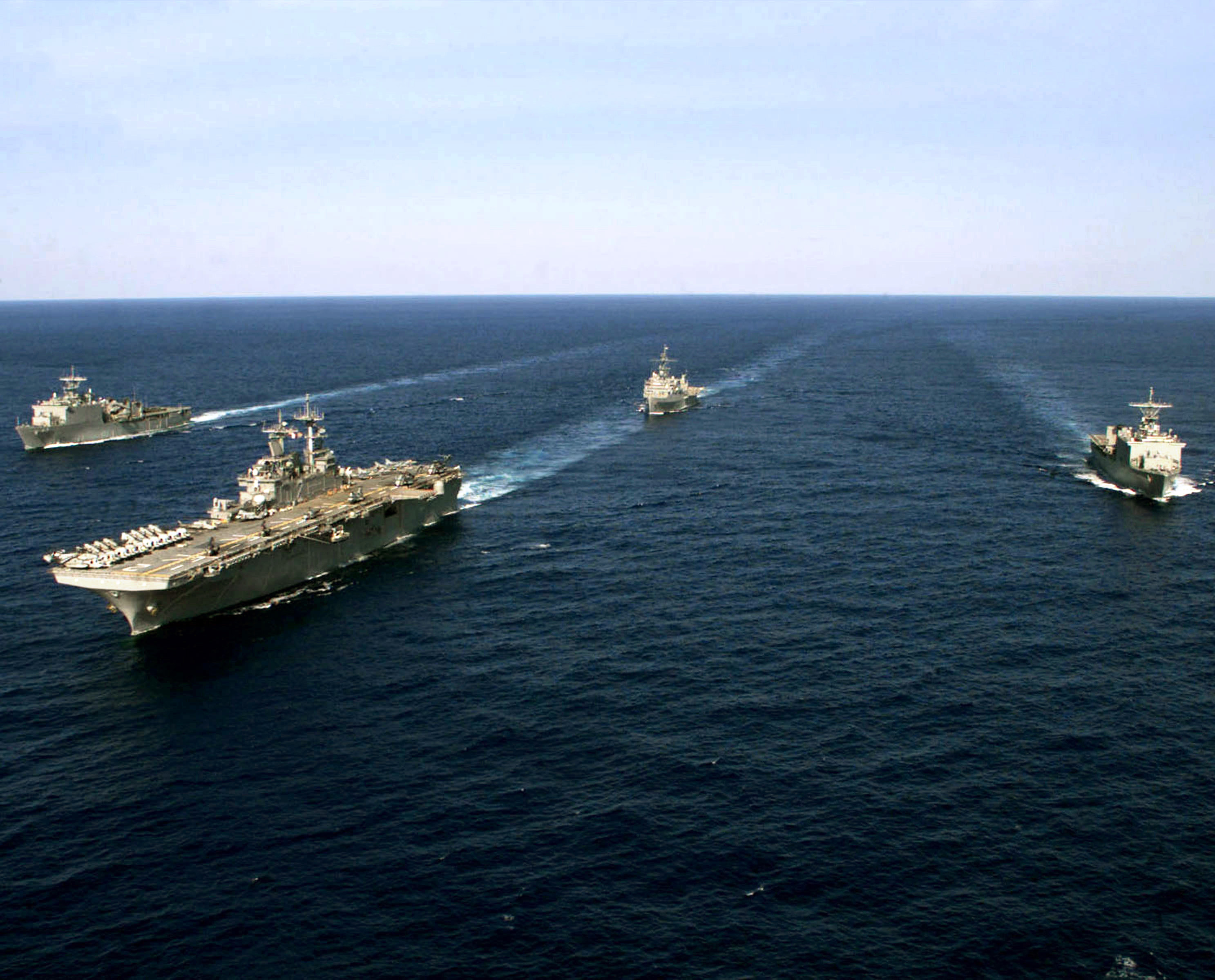
Algunos de los buques anfibios más grandes son de dimensiones similares o cercanas a un portaaviones, requiriendo de una protección similar. Su necesidad de suministros es una debilidad.

- El combustible y los suministros que necesita para moverse y operar deben acompañarlo en forma de buques de aprovisionamiento logístico o incluso naves civiles que, por su propia naturaleza, son vulnerables al fuego enemigo. Así lo comprobaron los británicos en la guerra de las Malvinas, donde la Fuerza Aérea Argentina, si bien intento atacar a los buques de este tipo, no siempre podía hacerlo puesto que desde que salían del continente y hasta que llegaban a las islas, pasaba casi una hora, tiempo suficiente como para que un buque se moviera de lugar y a la llegada de las escuadrillas de ataque, no encontraran el objetivo buscado; pero si pudieron ataca a otros blancos de ocasión. Un caso particular fue el exitoso ataque en Bluff Cove a los dos buques de la RFA (Royal Navy) cuando una escuadrilla del grupo 5 de Caza logró atacar a dos de ellos, el Sir Galahad (que terminó hundido) y el Sir Tritam también resultó hundido aunque más tarde fue reflotado.
- La gran cantidad de tropa y marinería que requieren, lo que para armadas de reclutamiento voluntario, como suelen ser algunas de las más fuertes, resulta un problema de magnitud considerable.
- El gran tonelaje de los vehículos embarcados supone un desgaste constante de su rampa de entrada y el suelo del dique inundable. Así, barcos como los de la Clase Galicia cuentan con una rampa de madera que debe ser mantenida y reemplazada con mucha frecuencia, lo que resulta excesivamente caro y dependiente de los repuestos.

## Historia

### Barcazas de desembarco
La Primera Guerra Mundial resucitó la idea de realizar asaltos anfibios sobre la costa enemiga con medios especiales. Así en Inglaterra se diseñó y fabricó la barcaza K para el asalto al Estrecho de los Dardanelos.
En 1925 España empleó barcazas K en el desembarco de Alhucemas. Las barcazas fueron modificadas localmente, blindandose para mejorar la protección y en algunas se modifican las rampas para facilitar el desembarco de cargas pesadas y carros de combate.
La Segunda Guerra Mundial vio un nuevo diseño británico, el Landing Ship Tank (LST), para descargar rápidamente tanques y otros vehículos. Otros diseños británicos fueron el Landing Craft Tank (LCT) y la Landing Craft Infantry (LCI). 

### Buques LSD y LPD

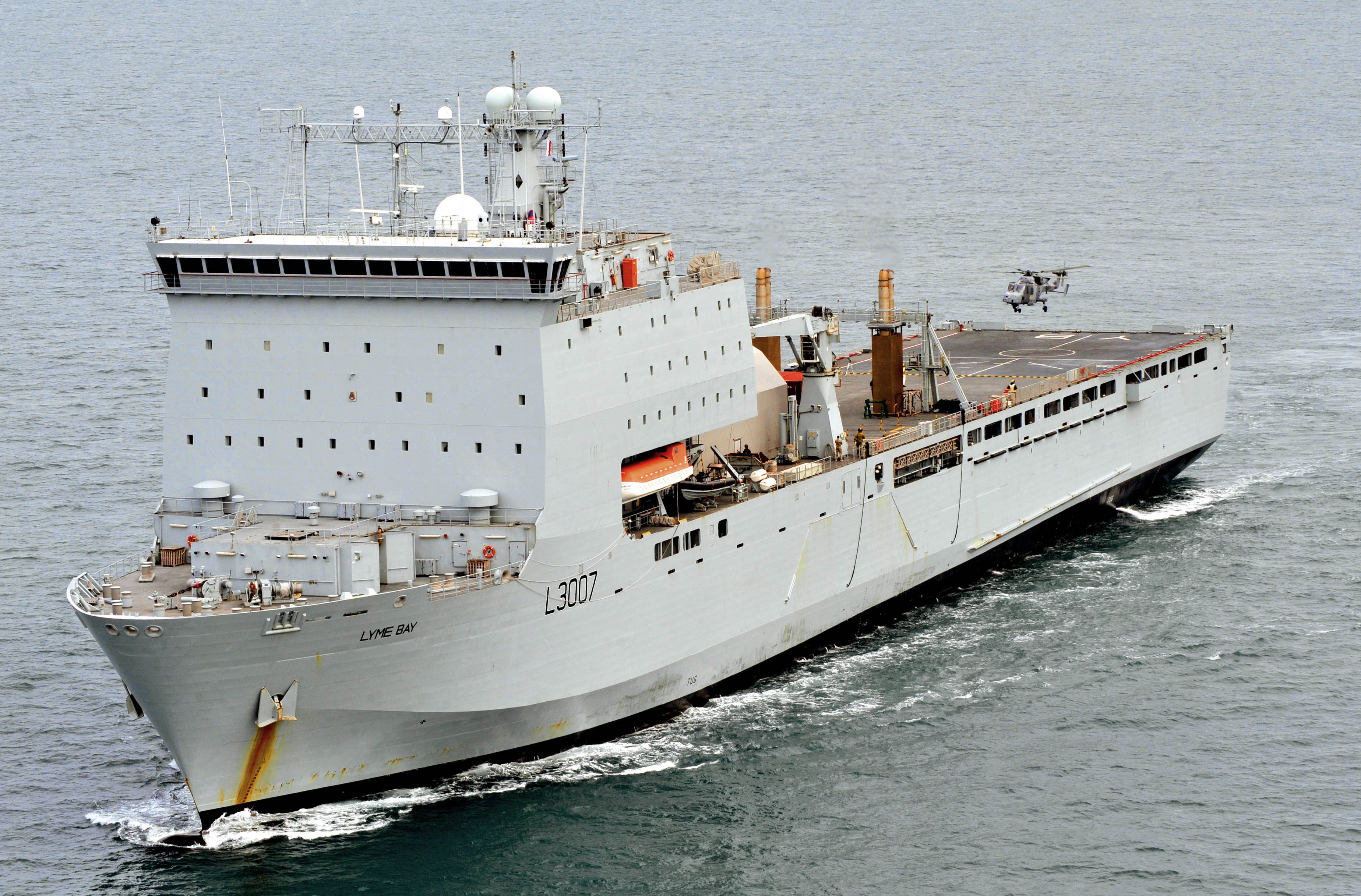
Clase Bay es un ejemplo de LSD.

Este tipo de buque anfibio fue desarrollado durante la Segunda Guerra Mundial, siendo fundamental en los desembarcos. Los primeros LSD fuero  construidos en los Estados Unidos, a mediados de la Segunda Guerra Mundial. El primero de la serie fue el USS Ashland LSD-1, que entró en servicio en junio de 1943. Los LSD son transportes de elementos de combate anfibio preparados para entrar en acción.
Durante la guerra la US Navy planeaba emplear en operaciones anfibias transportes de ataque (APA), buques de carga de ataque (AKA) y buques de comando anfibio (AGC). Los APA y AKA demostraron ser capaces de transportar un gran número de lanchas de desembarco cargadas en cubierta y se les agregaron una gran variedad de armas, equipos de comunicaciones y otras capacidades especiales. Los Aliados utilizaban unos veinte tipos de buques de desembarco al final de la guerra.
Los LSD fueron desarrollados a raíz de un requerimiento de la Royal Navy para un dique de desembarco autopropulsado para el transporte de lanchas de desembarco a largas distancias, que pudiera transportar vehículos y suministros hasta la playa. El dique inundable, debía ser capaz de transportar dos grandes barcazas de desembarco de tanques (LCT; Landing craft tank) británicas o tres de las nuevas LCT estadounidenses. Con los LSD era posible transportar un gran número de vehículos que podían cargarse en las lanchas de desembarco a través de rampas y desembarcar. El LSD podía transportar 36 lanchas LCM a una velocidad de 16 nudos. Tenían un gran compartimento abierto en la parte trasera y mediante la apertura de una puerta de popa e inundación de compartimentos especiales esta área estaba disponible para que las barcazas de desembarco pudieran entrar o salir. Se necesitaron una hora y media para que el muelle se inundara y dos y media para bombearlo.
Con estos diseños la US Navy abandonó los transportes de ataque en donde los soldados embarcaban a las lanchas desde redes tendidas en el costado del barco. Con los años los buques de transporte de anfibios (LPD) vieron como aparecían los buques LHA (Landing Helicopter Assault) y LHD (Landing Helicopter Dock) para realizar la misma misión. Con la guerra fría los LPD fueron reemplazando a las diversas clases de buques anfibio que existían. Además de simplificar las operaciones al contra con una única clase de buque permitían agilizar las tareas de desembarco/embarque (lo cual suponía menor tiempo de exposición a las cada vez más numerosas amenazas) y a la vez eran capaces de operar los tractores anfibios. Las principales marinas del mundo acabaron contando con buques LPD, muchos de ellos inicialmente ex-US Navy.

### Buques LPH y LHD

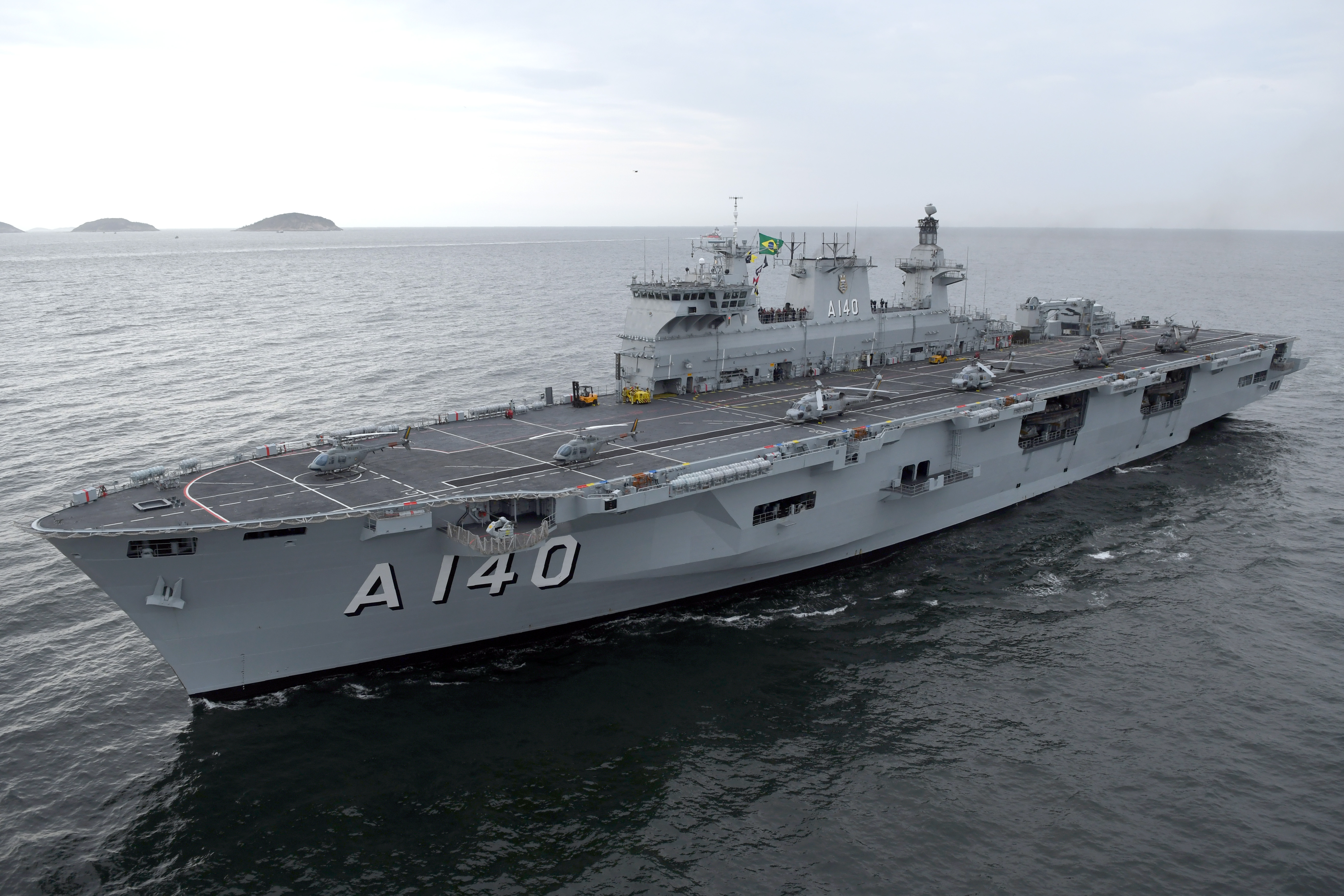
NAM Atlântico es un ejemplo de LPH.

En 1956 se dio el primer uso de helicópteros en un asalto anfibio durante la invasión anglo-francesa de Suez. Para ello dos portaaviones británicos se adaptaron para transportar helicópteros . El portaviones HMS Bulwark y HMS Albion se convirtieron a finales de la década de 1950 para esta misión.
Con la misma idea EE. UU. construyó la clase Iwo Jima en la década de 1960, y convirtió varios portaaviones de escolta para asalto anfibio de helicópteros. El primero fue el portaaviones de escolta USS Block Island, que nunca entró en servicio como barco de asalto anfibio. Los retrasos con la clase Iwo Jima obligaron a otras medidas provisionales. Así tres portaaviones clase Essex ( USS Boxer , USS Princeton y USS Valley Forge) y un clase Casablanca ( USS Thetis Bay ) se convirtieron en buques de asalto anfibio. El asalto anfibio con helicópteros fue desarrollado en Vietnam y refinado posteriormente. La Infantería de Marina de EE. UU. opera desde hace años helicópteros diseñados para estas operaciones, a los que se sumaron convertiplanos y aviones V/STOL.
Actualmente la clase America de la US Navy continua la saga. Se trata de buques anfibios que prescinden del muelle interno para optimizar el empleo de helicópteros y aviones.